# Шканата, Крсто
Крсто Шка́ната (серб. Крсто Шканата; 12 января 1924, Тиват, Королевство Сербов, Хорватов и Словенцев, ныне Черногория — 18 февраля 2017, Белград, Сербия) — сербский кинорежиссёр-документалист и сценарист.

## Биография
Окончил кинотехникум. С 1948 года — в кино, а с 1953 года — режиссёр. Один из ведущих кинодокументалистов Сербии.

## Избранная фильмография

### Режиссёр
- 1953 — Под сенью магии / У сенци магије
- 1954 —  / Спасоносне капи
- 1958 — Великое столетие / Велико стољеће
- 1958 —  / Рад и физичка култура
- 1958 —  / Бијеле жетве
- 1959 — Свободная Эфиопия /
- 1960 — За Джердапской плотиной / За Ђердапску брану (с Здравко Велимирович)
- 1964 — Первый падеж – человек / Први падеж - Човек
- 1966 — Отрекаюсь от мира / Одричем се света
- 1967 — Солдат, вольно / Ратниче, вољно!
- 1976 —  / Са Овчара и Каблара
- 1977 — Тито / Тито
- 1980 — Иосип Броз Тито / Јосип Броз Тито
- 1983 — Капитальный ремонт / Централни ремонт
- 1983 —  / 12 месеци зиме
- 1993 — Бог и хорваты / Бог и Хрвати

### Сценарист
- 1958 —  / Бијеле жетве
- 1976 —  / Са Овчара и Каблара
- 1977 — Тито / Тито (с Вичко Распором)
- 1980 — Иосип Броз Тито / Јосип Броз Тито
- 1983 — Капитальный ремонт / Централни ремонт
- 1983 —  / 12 месеци зиме
- 1993 — Бог и хорваты / Бог и Хрвати

## Награды
- Орден Вука Караджича[серб.] (Союзная Республика Югославия)[1]